# Exetastes abdominalis
Exetastes abdominalis är en stekelart som beskrevs av Cresson 1865. Exetastes abdominalis ingår i släktet Exetastes och familjen brokparasitsteklar.

## Underarter
Arten delas in i följande underarter:
- E. a. infumatricus
- E. a. matricus